# Rapporto trofico
I rapporti trofici sono le interazioni ecologiche relative alla nutrizione.
Gli unici rapporti trofici che coinvolgono anche fattori abiotici sono quelli con cui gli autotrofi (denominati, in ecologia, produttori) ricavano energia e materia dal mondo inorganico. 
Attualmente il processo di questo tipo che assicura la quasi totalità della produzione di materia vivente è la fotosintesi. Altre forme di autotrofia sono confinate attualmente in ambienti ristretti.
I rapporti trofici tra organismi sono:
- pascolo, con il quale un eterotrofo (consumatore) assume produttori;
- predazione, in cui un consumatore si nutre di un altro consumatore;
- decomposizione, nella quale un eterotrofo, detto decompositore, utilizza come nutrimento resti o rifiuti di un altro organismo.